# Zeno-Watch

Zeno-Uhr Nostalgia Chronograph 1868

Zeno-Watch Patrik-Philipp Huber SA ist ein Schweizer Uhrenhersteller.

## Geschichte

### 1868–1920
Der Grundstein für die Zeno-Uhrenfabrikation reicht nachweisbar bis in das Jahr 1868 zurück, als der Uhrmacher Jules Godat die Firma Godat & Co. in La Chaux-de-Fonds gründete. Zu seinen Spezialitäten gehörten silberne Taschenuhren.
Nachdem er aus der Firma ausgeschieden war, wurde die Produktion auf Uhren für Eisenbahner umgestellt. 1900 wurde das Uhrmacher-Atelier für den elektrischen Antrieb der Maschinen eingerichtet.

### 1920–1965
Im Jahr 1920 übernahm Ebosa SA (André-Charles Eigeldinger) die Uhrenfabrikation. Eigeldinger spezialisierte sich auf die Fertigung von Beobachtungsuhren für militärische Zwecke, Rechenschieber- und Taschenuhren.
1922 liess Eigeldinger die Uhrmarke Zeno urheberrechtlich schützen. Der Name (Kurzform von Zenodopolus) geht auf die beiden griechischen Philosophen Zeno zurück und bedeutet „Geschenk des Zeus“ oder „göttliche Gabe“.
Nach dem Ersten Weltkrieg wurde die Produktion auf die Fertigung von Armbanduhren ausgebaut. Unter anderem auch Beobachtungsuhren für militärische Zwecke. 1937 wurden die ersten Uhren mit integrierter Stoppfunktion und Schalltelemeter produziert.
1949 nahm Zeno das erste Mal an der Schweizer Uhrenmesse in Basel teil (heute Baselworld). In den folgenden Jahren entwickelten die Ingenieure von Zeno diverse mechanische Digitaluhren mit „springenden Stunden“, Schwesternuhren (für Krankenschwestern) und Armbanduhren für „Knaben“.
Zeno-Watch konzentrierte sich lange auf die Fertigung von Private-Label-Produktion (Werbeuhren und Uhren für andere Marken) und verlegte 1960 die Produktion in die Ateliers Atteslander & Enggist nach Biel, wo die ersten mechanischen Fliegeruhren entwickelt wurden.

### 1965–1990
1965 übernahm Felix W. Huber die Leitung von Zeno-Watch und verlegte die Uhrenmontage sowie die Serviceabteilung in die Rheinstadt Basel. Huber ist ein Nachkomme des Basler Astronomen und Entwicklers Johann Jakob Huber und übernahm mit der Leitung der Uhrenfabrikation die Familientradition der Hubers aus Basel, von denen einige Goldschmiede und Kaufmänner waren.
Zu den Kreationen aus Basel gehörte 1969 die erste Vakuum Taucheruhr „Compressor“. Mit der Lancierung der futuristischen „Spaceman-Kollektion“ gelang in den 1970er Jahren ein erster großer Verkaufserfolg, es wurden ca. eine Million Uhren produziert.
Da es in Basel nicht einfach war, genügend Uhrmacher zu finden, wurde schon bald die Zusammenarbeit mit anderen Uhrenateliers gesucht. Mit den Übernahmen diverser Schweizer Uhrenfabrikationen wie Josmar, Corona, Empire, Le Clip, Helveco und Imhof erweiterte man die Ateliers und den Kundenstamm. Die Taschenuhrenfabrikation sowie die Zifferblattbedruckung wurden 1975 ins Tessin verlegt. Quarzuhren werden seit 1988 größtenteils in Neuenburg montiert.

### 1990 bis heute
Am 2. November 1990 wurde die Firma als Aktiengesellschaft eingetragen.
Seit 1993 befinden sich das Headoffice und die Ateliers für mechanische Uhren im Lysbüchel-Areal in Basel.
Das Unternehmen gehörte 2015 mit einer Produktion von ca. 42'000 Uhren pro Jahr zu den kleinen Uhrenherstellern, konnte sich dafür aber als eine der wenigen unabhängig gebliebenen Uhrenfabrikationen behaupten. Obwohl die Firma in über 40 Ländern präsent war, fertigten die Uhrmacher einen Grossteil der Produktion immer noch von Hand wie traditionelle Uhrenmanufakturen.

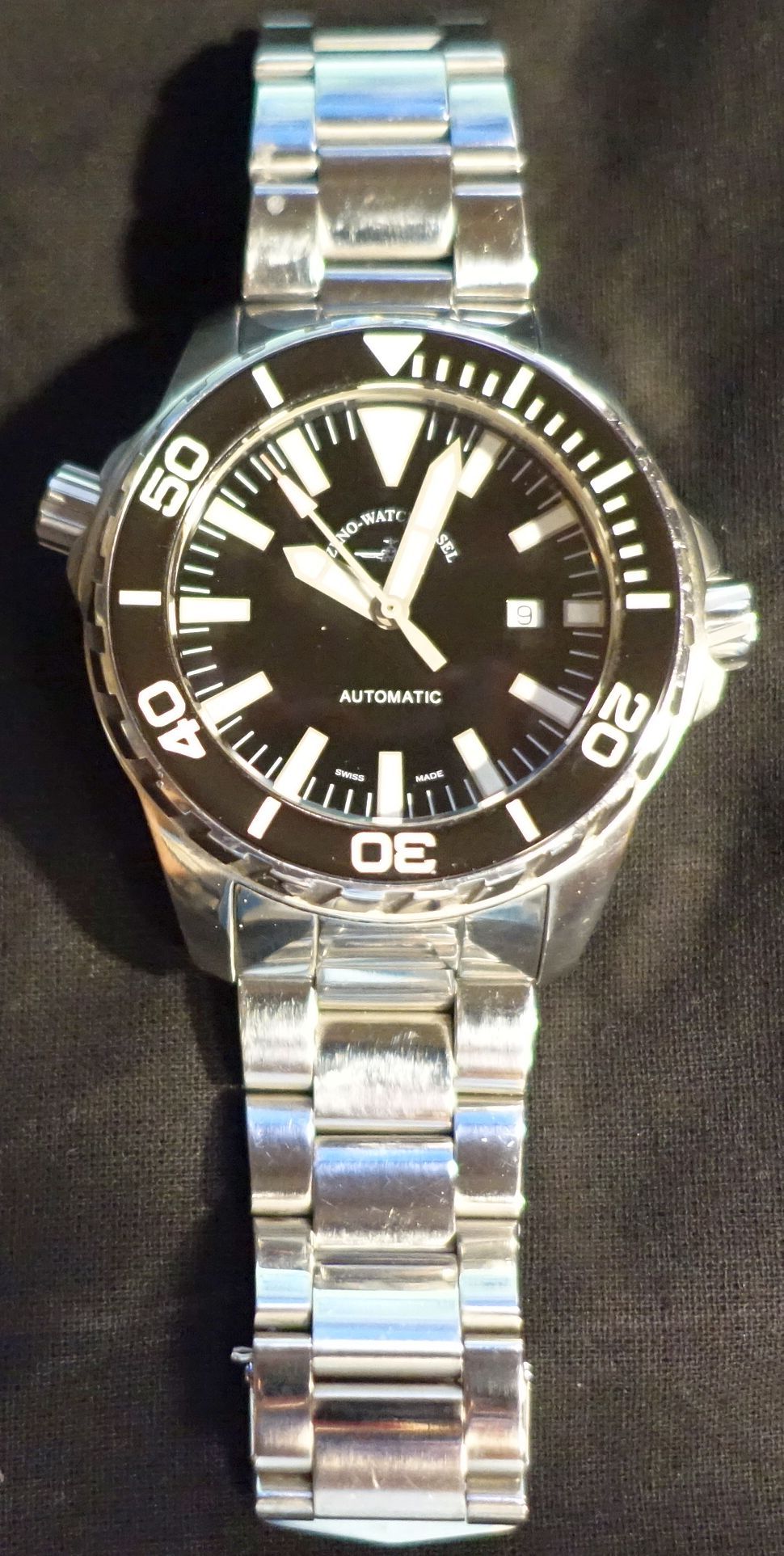
Modell Diver 2 (Taucheruhr)

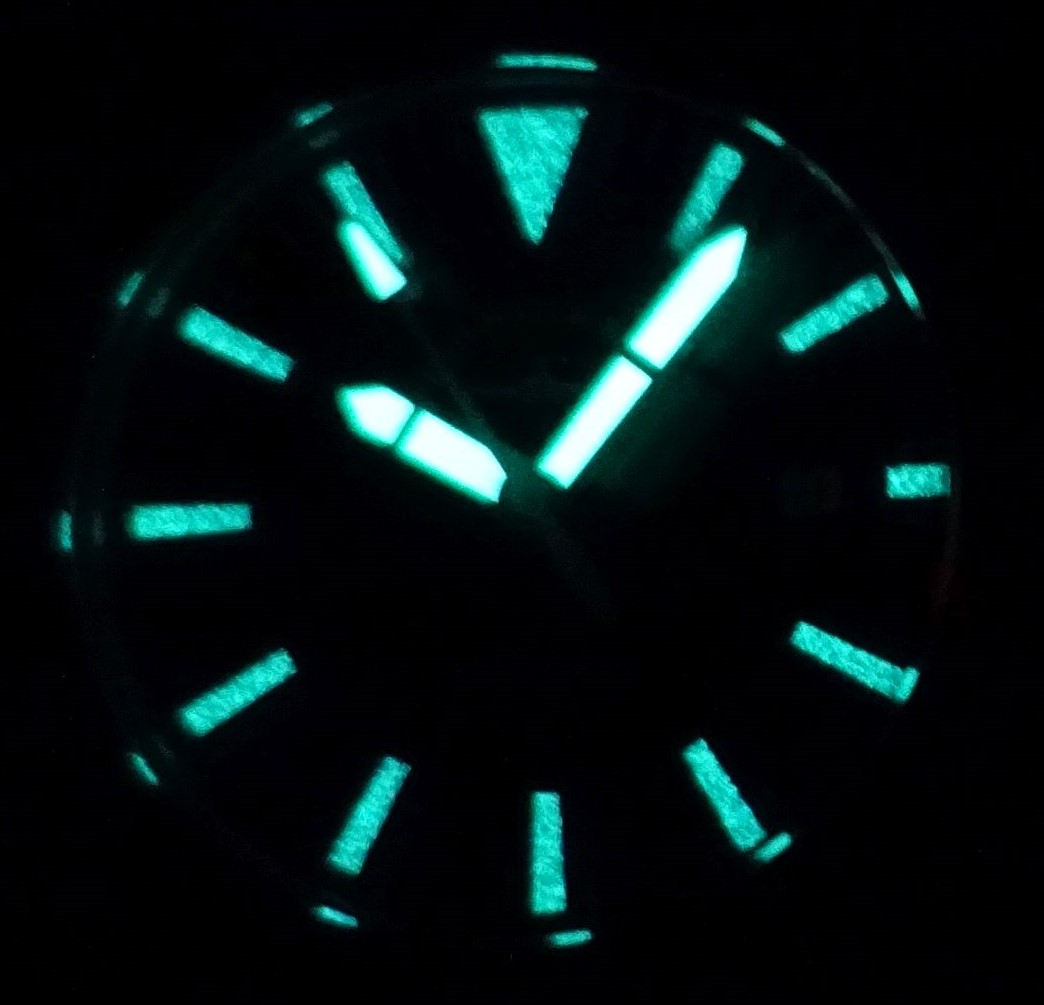
Nachsichtbarbeit bei Diver2

## Marken und Produkte
Auf die Firma "Zeno-Watch Patrik-Philipp Huber SA" sind die Marken BUSER FRERES (2. Dezember 2010), PILOT-INSTRUMENTS (5. Juli 2018), PILOT-INSTRUMENTS PROFFESIONAL WATCHES (10. Juli 2018), Rendex (2001 bis 2011(?), 13. April 2015), Rosemont (24. August 2011), Swiss Golfer (27. Oktober 2011), ZENO (24. Oktober 1979), ZENO-WATCH BASEL (23. Dezember 2004) und auf "Zeno-Watch F. Huber" ist die Marke FHB (16. Oktober 1985) eingetragen. In Klammern ist jeweils das Datum des Eintrags auf die Firma angegeben.
- ZENO-WATCH BASEL und ZENO hat sich auf die Fertigung von mechanischen Fliegeruhren und übergrossen Armbanduhren spezialisiert. Zur Produktpalette gehören hauptsächlich Damen- und Herrenarmbanduhren sowie Taschenuhren und Spezialanhängeuhren für Krankenschwestern. Die Uhren sind im Fachhandel in einer Preisspanne von 300 bis 60.000 Euro erhältlich.

FHB-, Rendex- und Rosemont-Uhren werden für den asiatischen Markt produziert.
- Seit 2001 stellt Firma Zeno-Watch Trenduhren unter dem Label Rendex her. Rendex wurde 1966[10] ebenfalls in La Chaux-de-Fonds gegründet. Der Firmensitz wurde ein paar Jahre später ins Waldenburger Uhrental in Baselland verlegt.
- Die Uhrenproduktion Rosemont begann 1951 in Genf, wechselte 1985 auch nach La Chaux-de-Fonds, und 1995 wurde die Produktion von Firma Zeno-Watch übernommen. Die Rosemont-Uhrenkollektion wird heute von Masumi Kimura in Japan entworfen und in Basel produziert.
- FHB ist eine Abkürzung für Felix Huber Basel. Erste Uhren mit Stiftankerwerken wurden um 1962 produziert, aber erst 1985 als Marke eingetragen. Heute werden unter FHB trendige Armbanduhren im Retrolook der 70er Jahre produziert.